# Badbergen
Badbergen est une commune allemande de l'arrondissement d'Osnabrück, Land de Basse-Saxe.

## Géographie
Badbergen se situe dans la plaine d'Allemagne du Nord, au centre du marais maritime de l'Artland.
La rivière Hase passe au sud de la forêt de Teutberg et dans le Cloppenburger Geest.
|          | Quakenbrück        |          |
| Menslage | Badbergen          | Dinklage |
| Nortrup  | Gehrde Bersenbrück |          |

La commune regroupe les quartiers de Grönloh, Groß Mimmelage, Grothe, Langen, Lechterke, Vehs, Wehdel, Wohld et Wulften.

## Histoire
Badbergen est mentionné pour la première fois en 1175 sous le nom de "Padberge". "Batbergh" apparaît en 1188.
En juillet 1972, Grönloh, Groß Mimmelage, Grothe, Langen, Lechterke, Vehs, Wehdel et Wulften fusionnent avec Badbergen.

## Jumelages
- Hédé-Bazouges (France)
- Jonkowo (Pologne)

## Infrastructures
Depuis le 20 décembre 2013, la Bundesstraße 68 ne passe plus dans la commune mais le contourne à l'est après 16 mois de travaux.
En parallèle, il y a la ligne d'Oldenbourg à Osnabrück.

## Personnalités liées à la commune
- Karl Allöder (1898-1981), peintre et sculpteur.

## Source, notes et références
- (de) Cet article est partiellement ou en totalité issu de l’article de Wikipédia en allemand intitulé « Badbergen » (voir la liste des auteurs).